# سایوز ام‌اس-۱۸
سایوز-ام‌اس-۱۸ (به روسی: Союз )(به معنای اتحاد) (نام فضاپیما در این ماّموریت گاگارین بود) یک مأموریت سرنشین دار سازمان ملی فضانوردی روسیه به سمت ایستگاه فضایی بین‌المللی محسوب می‌شود.

این مأموریت ۱۴۶‌امین مأموریت فضاپیماهای سایوز محسوب می‌شود که وظیفه ارسال و بازگرداندن تعدادی از فضانوردان گروه اعزامی ۶۴ و گروه اعزامی ۶۵ را نیز بر عهده داشت. دومین قطعه از ماژول اختصاصی کشور روسیه با عنوان نائوکا (به معنای دانش) در طول این مأموریت به ایستگاه فضایی بین‌المللی اضافه شد.

در ابتدا قرار بود تمامی فضانوردان این مأموریت روسی باشند اما سازمان ناسا تصمیم گرفت حداقل یک فضانورد آمریکایی با این مأموریت به فضا پرتاب شود تا در صورت بروز هرگونه مشکل احتمالی برای فضاپیماهای دراگن و استارلاینر، وجود یک فضانورد آمریکایی در ایستگاه فضایی بین المللی تضمین گردد. 

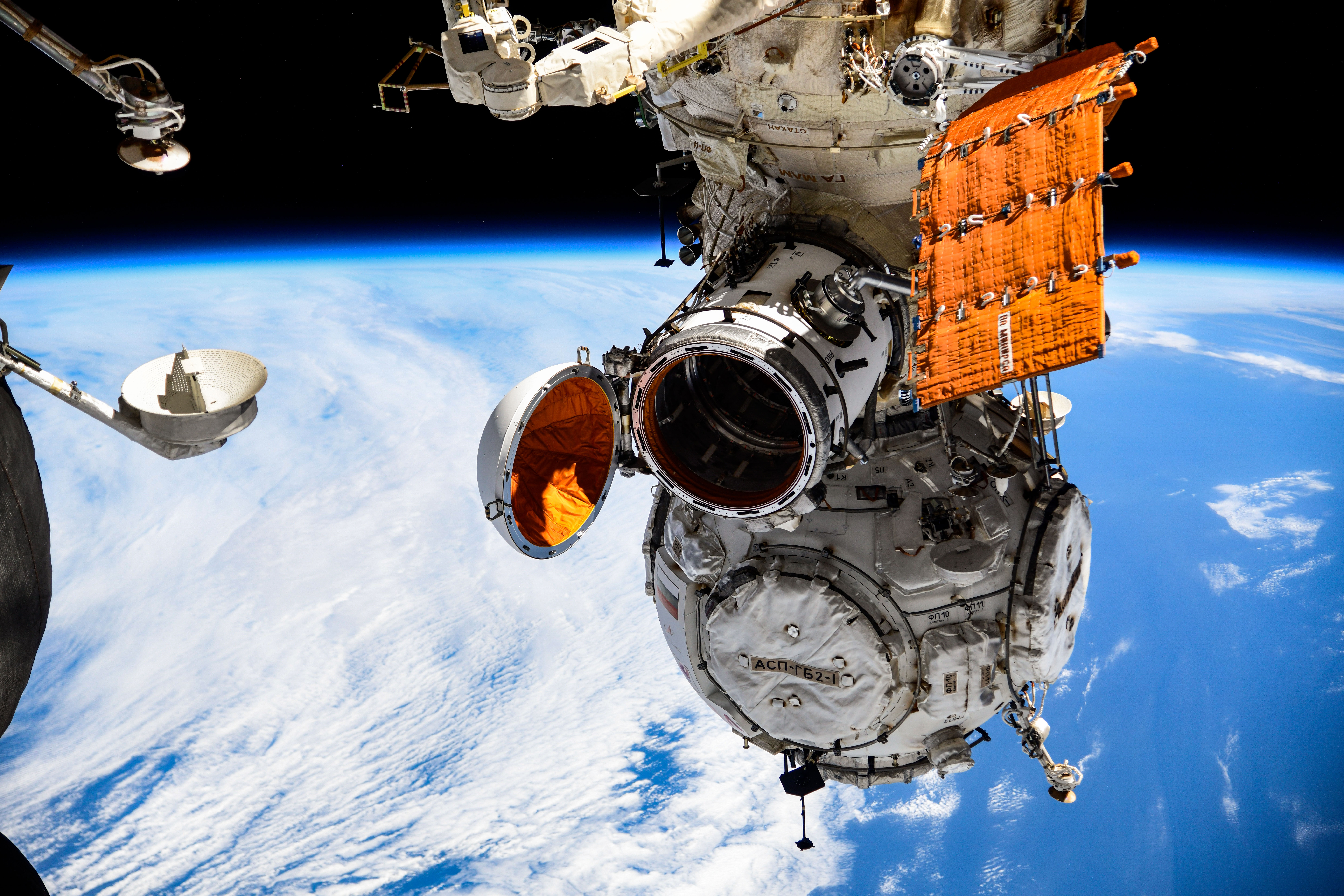
ماژول اختصاصی کشور روسیه با عنوان نائوکا متصل به ایستگاه

## خدمه مأموریت
| نام               | ملیت                | تعداد پرواز | نقش عملیاتی | تصویر |
| اولگ نویتسکی      | روسیه               | ۳           | فرمانده     |       |
| پیوتر دوبروف      | روسیه               | ۱           | مهندس پرواز |       |
| مارک تی. دانده هی | ایالات متحده آمریکا | ۲           | مهندس پرواز |       |

## نگارخانه

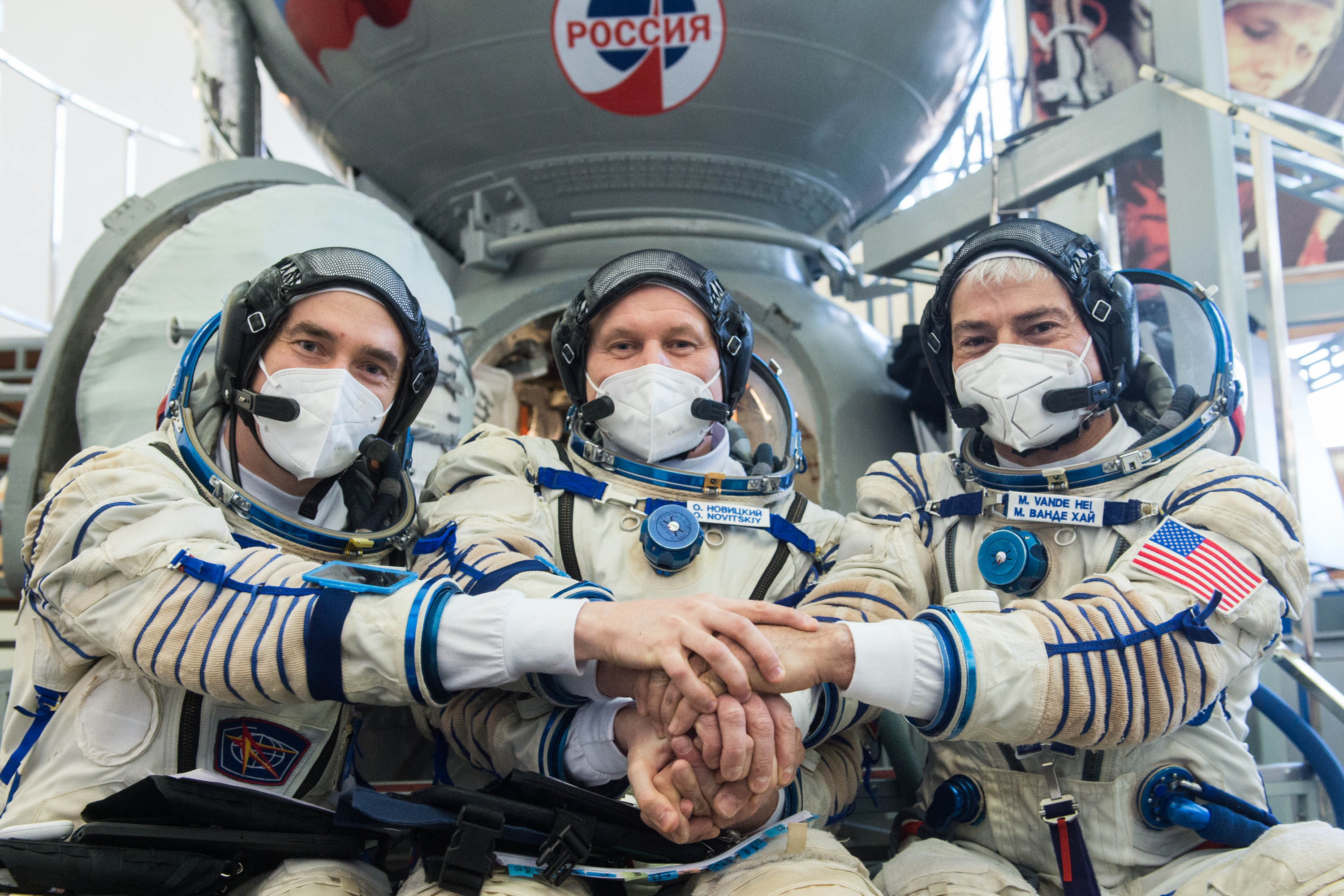
فضانوردان اصلی ام‌اس-۱۸
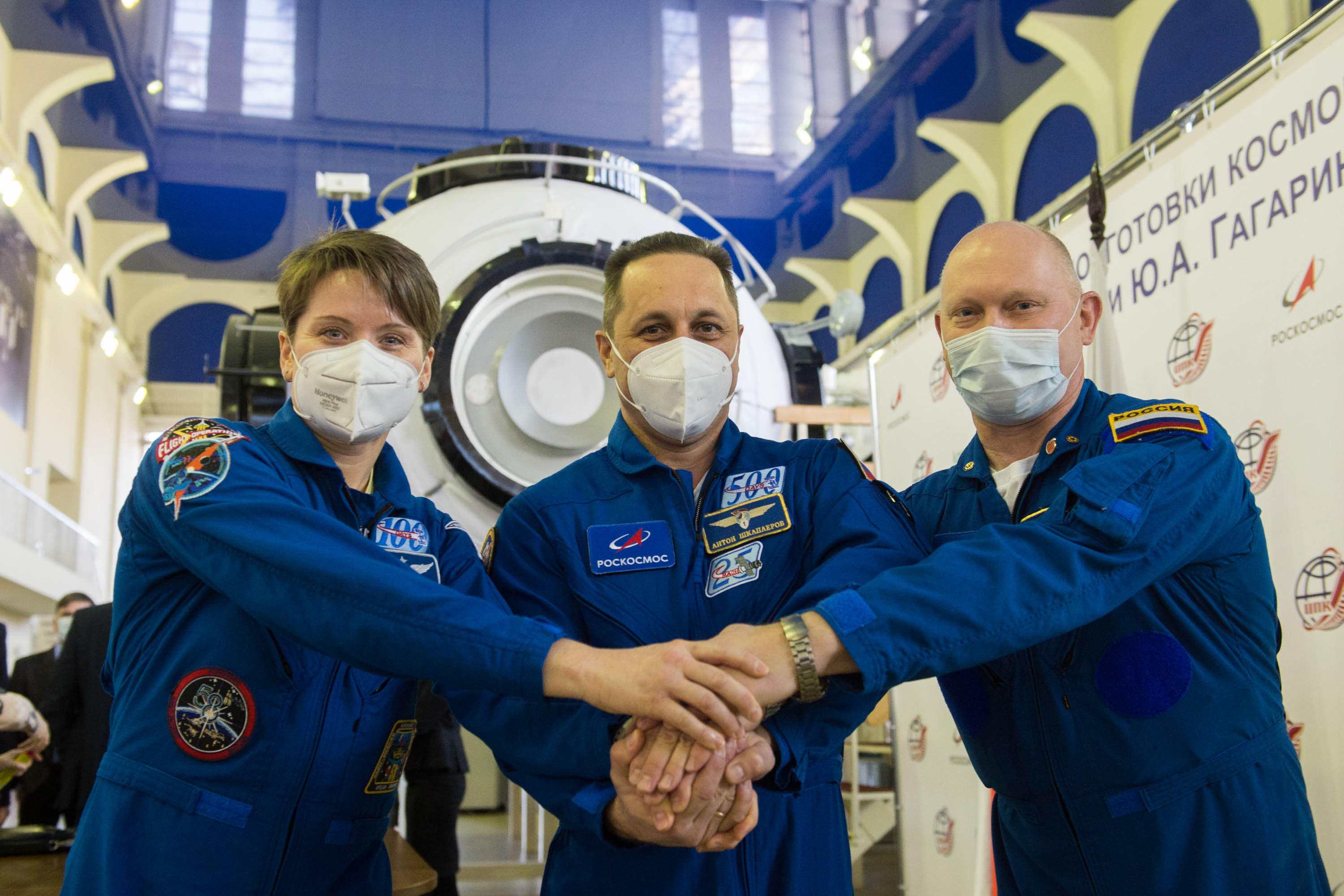
فضانوردان ذخیره ام‌اس-۱۸
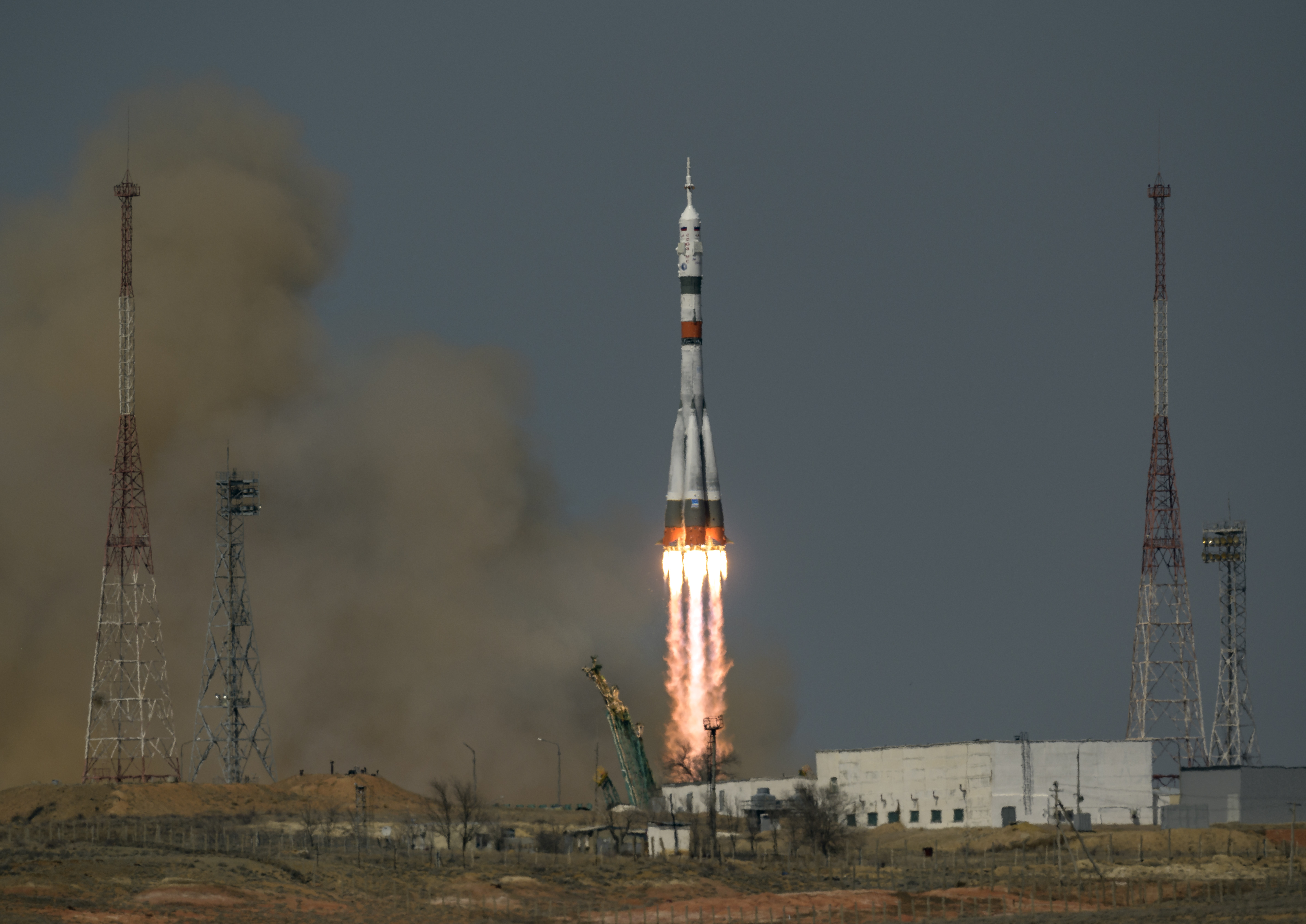
پرتاب ام‌اس-۱۸
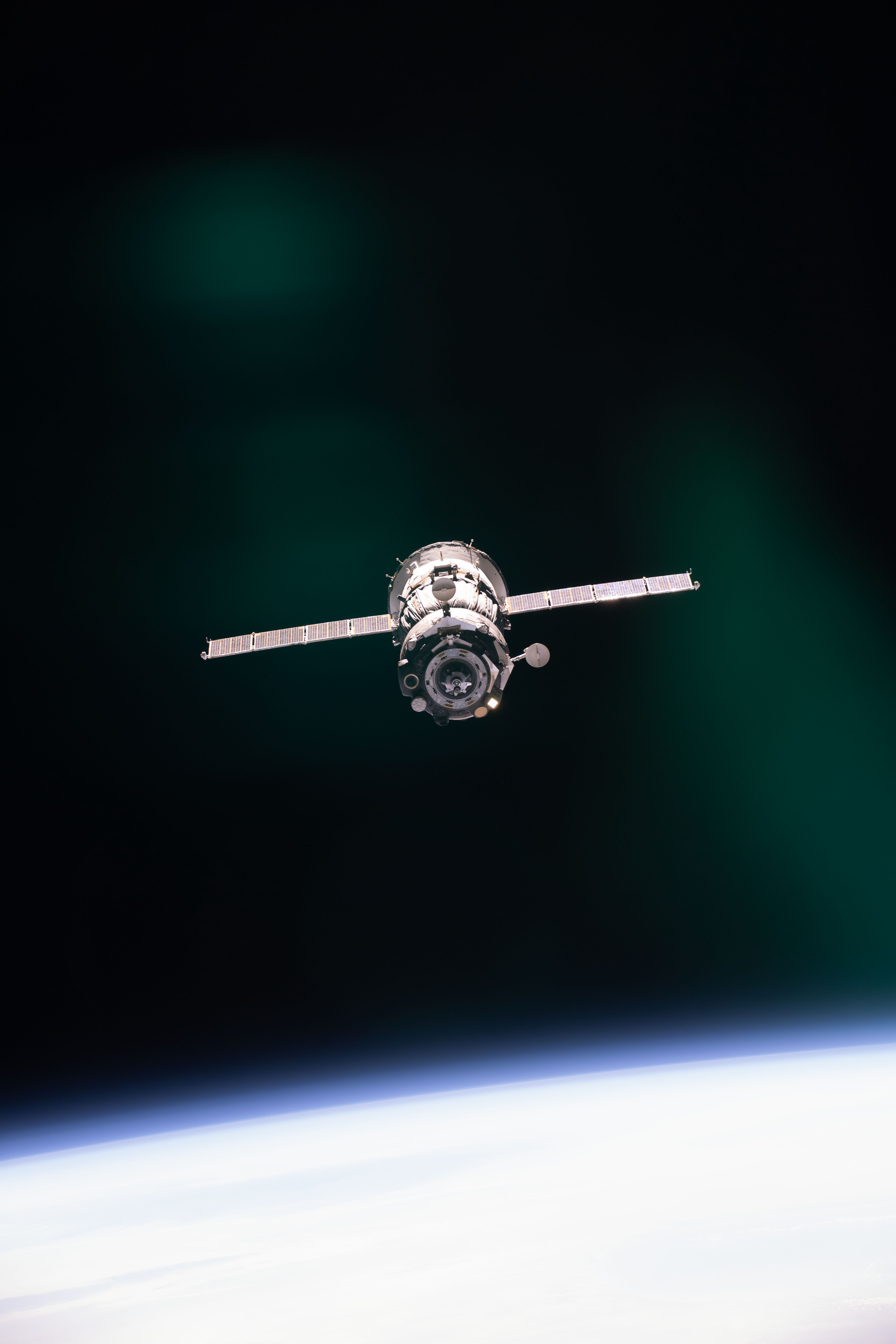
ام‌اس-۱۸ در تلاش برای پهلوگیری با ایستگاه
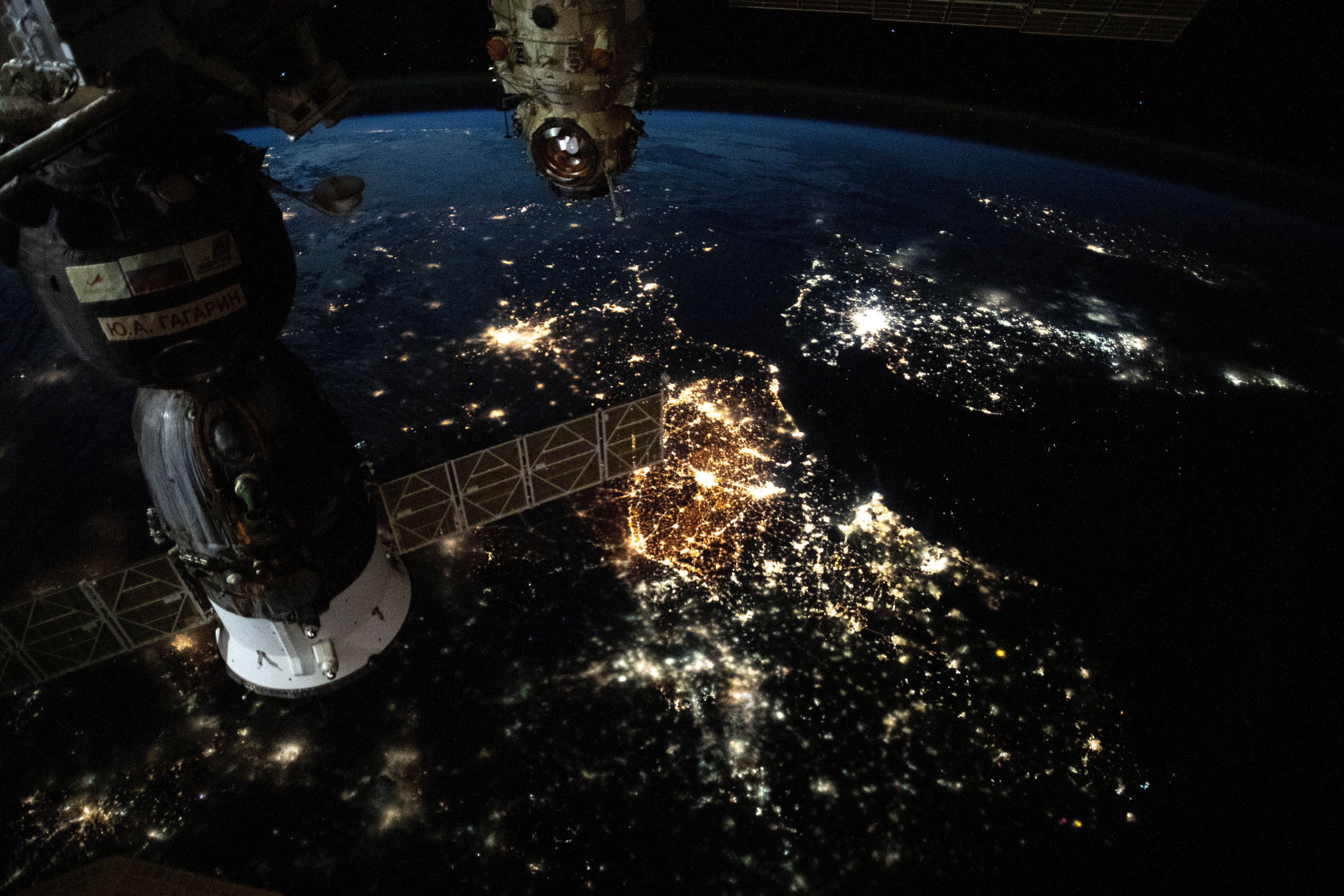
ام‌اس-۱۸ متصل به ایستگاه بر فراز اروپا